# Economia statului Singapore
Singapore este cel mai mare centru bancar, financiar și comercial din Asia de Sud-Est. Se practică industria energetică (cinci rafinării de petrol, care îl fac al treilea centru petrochimic din lume ca mărime, după Rotterdam și Houston), de mașini electrice (optică, electronică, navală, de mașini, electronică, mijloace de transport).
Începând cu anul 1959, Singapore devine unul dintre cele mai importante monopoluri economice ale Asiei de Sud. Țara a obțiunt investiții străine imortante pentru dezvoltarea industriei prelucrătoare și a electronicelor. Doar cele 200 de bănci și bursa de valori generează un sfert din veniturile țării. Este de așteptat ca viitorul economic al acesteia să fie strâns legat de domeniul înaltei tehnologii.

## Infrastructură
Aici moneda oficială este dolarul singaporez. Infrastructura este bine organizată, ceea ce permite micului stat să asigure un nivel de trai ridicat cetățenilor săi. Discrepanța dintre bogați și săraci, atât de vizibilă în Asia de Sud-Est, aici pare inexistentă.

## Agricultură
Pe lângă culturile de manioc, ananas, lemn de cauciuc și tutun, țara are mai multe sere pentru cultivarea orhideelor. În Grădina Mandai, cea mai mare seră de orhidee din Singapore, florile exotice rare sunt cultivate pentru export, folosindu-se tehnologii de ultimă oră. Orhideele sunt apreciate pentru frumusețe și colorit. Sunt exportate pe cale aeriană în Japonia, Australia, Europa și SUA.

## Activități portuare
Peste 25 000 de vase ancorează în portul Singapore în fiecare an, ceea ce îl face cel mai aglomerat port din lume din punct de vedere al tonajului transportat. Navele petroliere aduc țiței din statele Golfului, care este rafinat și transportat către țările învecinate din Asia de Est. Cea mai mare parte din exporturile Malaeziei trec prin acest port.